# وسقونقان (مقاطعة دليجان)
وسقونقان (بالفارسية: وسقونقان) هي قرية تقع في قسم جاسب الريفي (مقاطعة دليجان) في إيران. يقدر عدد سكانها بـ 205 نسمة بحسب إحصاء 2016.